# أناتولي بوندارتشيوك
أناتولي بافلوفيتش بوندارتشيوك (بالأوكرانية: Анатолій Павлович Бондарчук) هو رامي مطرقة سوفيتي أوكراني ولد في يوم 31 مايو 1940 في بلدة ستاروكوستيانتينيف في جمهورية أوكرانيا السوفيتية الاشتراكية في الاتحاد السوفيتي، أبرز إنجازاته كان فوزه بالميدالية الذهبية في دورة الألعاب الأولمبية الصيفية 1972 في ميونخ وبالميدالية البرونزية في دورة الألعاب الأولمبية الصيفية 1976 في مونتريال، بوندارتشيوك كان حامل الرقم القياسي من سنة 1969 إلى سنة 1971 وأفضل رقم سجله كان 77.42 في سنة 1976.

## روابط خارجية
- أناتولي بوندارتشيوك على موقع الاتحاد الدولي لألعاب القوى (الإنجليزية)
- أناتولي بوندارتشيوك على موقع اللجنة الأولمبية الدولية (الإنجليزية)
- أناتولي بوندارتشيوك على موقع أوليمبيديا (الإنجليزية)